# Соренсен, Коди
Коди Соренсен (англ. Cody Sorensen, 6 октября 1986, Оттава) — канадский бобслеист, разгоняющий, выступает за сборную Канады с 2008 года. Дважды бронзовый призёр чемпионата мира в программе смешанных состязаний по бобслею и скелетону, неоднократный победитель и призёр национальных первенств, различных этапов Кубка мира и Америки, участник зимних Олимпийских игр в Сочи. Прежде чем перейти в бобслей, занимался лёгкой атлетикой и, в частности, бегом с барьерами.

## Биография
Коди Соренсен родился 6 октября 1986 года в городе Оттава, провинция Онтарио. С юных лет заинтересовался спортом, так, уже в старших классах школы активно занимался лёгкой атлетикой, в основном беговыми дисциплинами. Поступив в Гелфский университет на факультет экономики и финансов, сразу присоединился к университетской легкоатлетической команде «Грифоны» и потом в течение двух лет был её капитаном. За этот период выиграл три медали в беге на 60 м с барьерами на первенстве Канады и дважды признавался лучшим молодым спортсменом Оттавы. В 2008 году решил попробовать себя в бобслее, без проблем прошёл отбор в национальную сборную и в качестве разгоняющего присоединился к экипажу пилота Линдона Раша.
Первое время Соренсен выступал исключительно на менее престижных Кубках Америки и Европы, хотя был на них довольно успешен, почти всегда попадал в десятку сильнейших. Во втором своём сезоне неизменно присутствовал в числе призёров североамериканского кубка, тогда как на большинстве этапов оказывался победителем. В ноябре 2010 года дебютировал в Кубке мира, на домашнем этапе в Уистлере занял с четвёркой шестое место. Через месяц на американских этапах в Лейк-Плэсиде и Парк-Сити взял две бронзовые медали, потом пополнил медальную коллекцию бронзовой наградой с этапа в итальянской Чезане. В феврале 2011 года впервые поучаствовал в заездах взрослого чемпионата мира, на трассе немецкого Кёнигсзее занял шестое место среди четырёхместных экипажей и получил бронзу за состязания смешанных команд по бобслею и скелетону. Следующий сезон провёл на примерно таком же высоком уровне, добавил в послужной список ещё две бронзовые награды с Кубка мира, а на мировом первенстве в Лейк-Плэсиде с четвёркой пришёл к финишу седьмым. В 2013 году на чемпионате мира в швейцарском Санкт-Морице выиграл ещё одну бронзовую медаль программы смешанных состязаний.
Благодаря череде удачных выступлений удостоился права защищать честь страны на зимних Олимпийских играх 2014 года в Сочи, где занял последнее двадцать девятое место среди мужских четырёхместных экипажей (во втором заезде команда потерпела крушение, и Соренсен был заменён другим разгоняющим).